# 塔夸伦博省
塔夸伦博省（西班牙語：Departamento Tacuarembó）為南美國家烏拉圭十九省之一省，位於烏拉圭中北部，該省省会為塔夸伦博。